# Antonio Beltrán Casaña
Antonio Beltrán Casaña (Canfranc, 8 de marzo de 1897-Ciudad de México, 6 de agosto de 1960), conocido igualmente como L’esquinazau o, impropiamente, como El Esquinazau o incluso El Esquinazao, fue un político y militar español. Destacó por su participación en la fallida sublevación de Jaca y por su actuación durante la guerra civil española, en la que mandó sucesivamente varias unidades del Ejército republicano: el Batallón «Cinco Villas», la 72.ª Brigada Mixta y la 43.ª División, unidad con la que tuvo un destacado papel en la Bolsa de Bielsa.

## Primeros años
Antonio Beltrán Casaña nace el 8 de marzo de 1897 en la población de Canfranc, perteneciente al partido judicial de Jaca, en la comarca de la Jacetania, siendo hijo de Gregorio Beltrán Casajús y de Anacleta Casaña Lacué, siendo su madre descendiente de una familia con privilegios de infanzonía pero de muy menguados recursos económicos. Realiza sus primeros estudios en la Escuela Municipal de Canfranc, aunque rápidamente sale de la escuela ya que su maestro afirma que tiene mayores conocimientos que los suyos.
En su infancia se hará íntimo amigo de Francisco Cavero, Hilario Borau, Ricardo Sánchez y Lázaro Beltrán conformando el grupo conocido como "el quinteto de Canfranc", de ideología socialista y anarquista

### Emigrante en América del Norte
En 1911, tras diversos episodios en que manifiesta su independencia de carácter, la familia le envía a casa de unos familiares en Flagstaff (Arizona, en Estados Unidos), donde permanece unos pocos años, ya que en 1915 pasa la frontera con México, por entonces en plena lucha revolucionaria, para unirse a los Dorados de Pancho Villa, con los que participa en la batalla de Columbus, es decir, el asalto a la población de Columbus, en el estado estadounidense de Nuevo México, el 9 de marzo de 1916. Cuando poco después se organice una expedición militar punitiva estadounidense al mando del general John J. Pershing para castigar la invasión, Antonio Beltrán decide abandonar el Ejército revolucionario para trasladarse a Canadá, donde trabaja como leñador.
Con la entrada en la Primera Guerra Mundial de los Estados Unidos, Antonio Beltrán pasa de nuevo la frontera, alistándose como voluntario en las unidades militares americanas destinadas al frente francés, al mando precisamente del mismo John J. Pershing, con las que llega a Francia el verano de 1917. Tras concedérsele una medalla a principios de 1918, se le otorga un permiso, que aprovecha para desertar y dirigirse a su casa, en Canfranc, volviendo nuevamente a la vida civil.

### Los años veinte
Junto a Francisco Cavero como socio organiza diversos negocios relacionados con el transporte y contrabando, especialmente una empresa de transporte de viajeros, iniciándose su relación con medios políticos republicanos. El 22 de marzo de 1926 contrae matrimonio con Teodora Bescós Jarne, pasando a residir en la población francesa de Etsaut junto a Cavero y su esposa, tras algunos problemas con la policía española de fronteras a causa de su participación en actividades de contrabando de mercancías. En 1928 se traslada a Buenos Aires y luego a la ciudad argentina de Rosario, donde reside hasta la amnistía promulgada en 1930 por el Gobierno de Dámaso Berenguer, momento en el que decide regresar a España.

### Sublevación de Jaca
Tras su regreso a Jaca, reinicia sus relaciones con medios políticos republicanos, y es en esas mismas fechas cuando adopta el seudónimo de L'Esquinazau, que se remonta a uno de sus antepasados, que tenía la costumbre de comentar, en idioma aragonés, lo esquinazau que estaba tras un día de trabajo (esquinazau se refiere a la parte del cuerpo que en castellano es el espinazo).
Habiendo tenido noticias -pues la preparación de la sublevación no era precisamente un secreto bien guardado- de la preparación de una sublevación republicana, se pone en contacto con el organizador de la misma, el capitán Fermín Galán Rodríguez, para ofrecerle su colaboración. Tras contactar telefónicamente con Galán, que se hospedaba en la fonda Mur, concierta una cita con él en las afueras de la ciudad iniciándose desde ese momento una relación de mutua confianza y amistad. Beltrán le ofrece su plena y total colaboración; se encargará de la requisa de camiones con los que se desplazará hasta Huesca la columna rebelde que lo hará por carretera.
El viernes 12 de diciembre de 1930 tiene lugar la sublevación. A primera hora de la tarde parte Antonio Beltrán en dirección a Huesca como conductor de uno de los camiones de la columna que se dirige hacia la ciudad, donde está previsto que la sublevación reciba nuevos apoyos. Sin embargo, en contra de lo inicialmente previsto, falla el apoyo de los sindicatos obreros, que deberían haber decretado una huelga general y haber paralizado el transporte, especialmente el ferroviario, lo que permite la reacción del Gobierno, que se organiza desde la Capitanía General de Zaragoza, ya que la actitud del general Manuel de las Heras, en el Gobierno Militar de Huesca, no parece clara. Falla también el prometido apoyo de otras guarniciones militares previamente comprometidas en la sublevación, que optan por quedar a la expectativa de los acontecimientos.
Mientras tanto, la columna en que va incluido el camión de Antonio Beltrán choca, a la altura de Anzánigo con un pequeño destacamento que manda el general las Heras, y que se dirige hacia Jaca para investigar sobre los rumores de una sublevación. Se produce un pequeño tiroteo y la columna gubernamental se deshace, perdiéndose el contacto con el general las Heras. A su vez, la guarnición de Huesca establece una posición defensiva en Cillas, a las puertas de Huesca, bloqueando el posible acceso de los sublevados a la ciudad, en espera de los refuerzos prometidos desde Zaragoza y otras guarniciones. Tras muchos retrasos, la columna sublevada llega a Ayerbe, de donde sale hacia Huesca de madrugada. Hacia las nueve o las diez de la mañana llegan a las posiciones gubernamentales de Cillas. En la creencia de que las tropas de Huesca van a unirse a la sublevación, y desconociendo que el mando de las mismas ha sido asumido por el monárquico general de Caballería Ángel Dolla Lahoz, Antonio Beltrán conduce a los capitanes Ángel García Hernández y Luis Salinas a parlamentar, siendo los tres hechos prisioneros por orden de Dolla, que ordena igualmente disparar contra los sublevados, lo que produce la dispersión de su columna, siendo posteriormente capturados sus componentes, en el propio lugar o en las cercanías.
Antonio Beltrán, junto a los capitanes Salinas y García Hernández, es conducido a las instalaciones militares de Huesca, donde queda detenido, a pesar de las órdenes del general Dolla de que los tres fuesen fusilados sumariamente. El 14 de diciembre se abre juicio sumarísimo contra los militares sublevados, quedando los civiles en situación de espera. Los capitanes Fermín Galán Rodríguez y Ángel García Hernández son fusilados tras un juicio sumarísimo que dura tan sólo 40 minutos. Antonio es posteriormente trasladado a la Ciudadela de Jaca, junto a otros 138 civiles detenidos por su participación en la sublevación. Su juicio debía celebrarse pasadas las previstas elecciones municipales del 12 de abril de 1931.

### La II República
Tras la victoria de las candidaturas republicanas en las elecciones municipales del 12 de abril, el 14 de abril de 1931 es proclamada la Segunda República Española, y a las once de la noche de ese mismo día Antonio Beltrán es puesto en libertad, siendo paseado como un héroe por las calles de Jaca, junto con el resto de presos liberados. El 19 de abril los sublevados de Jaca, militares y civiles, reciben un homenaje en Barcelona, siendo recibidos en el Palacio de la Generalidad de Cataluña por Francesc Macià, su presidente provisional, militar de profesión.
En las primeras elecciones a Cortes, el 28 de junio de 1931, Antonio Beltrán presta su apoyo a la candidatura Insurrección de Jaca, liderada por los capitanes Francisco Galán (hermano de Fermín), Salvador Sediles y Luis Salinas, junto con algunos civiles implicados en la sublevación. Aunque no logran acta de diputado, obtienen buenos resultados en varios lugares del distrito de Jaca. Antonio Beltrán, reintegrado a la vida civil, trabaja para el nuevo Gobierno republicano en el ferrocarril de Canfranc, destinado en el poblado de los Arañones como delegado. No tiene excesiva actividad política a lo largo del período.

## Guerra civil
El 17 de julio de 1936 se produce una sublevación militar en los territorios españoles del norte de África, que el día 18 se traslada a la península, dando lugar a la guerra civil española. El día 19 la guarnición de Jaca se suma a la sublevación, y se producen enfrentamientos en las calles con grupos de civiles. Antonio Beltrán, que se encuentra en Canfranc, decide pasar la frontera hacia Francia, mientras son detenidos su mujer y sus padres, pidiendo su ejecución grupos de falangistas).
Antonio Beltrán regresa a España por Cataluña, encaminándose a Barcelona. Allí, a pesar de ser militante de Izquierda Republicana, se afilia al Partido Socialista Unificado de Cataluña, junto con los compañeros que ha encontrado, como medio de evitar molestias en los controles. Tras lograr conseguir un pequeño conjunto de armamento, se encaminan hacia Aragón, llegando hasta Barbastro, donde contactan con grupos de milicias anarquistas de la Confederación Nacional del Trabajo recién partidos de Barcelona con la misión de reconquistar las parte sublevadas de Aragón.

### Frente de Aragón
Antonio, con su grupo de compañeros, que recibe nuevas incorporaciones constantemente de gentes de la Jacetania y las Cinco Villas huidos de las zonas controladas por los rebeldes, se encamina al Serrablo oscense, con la idea de alcanzar Jaca. Su grupo, junto con grupos de nacionalistas catalanes de Estat Català, un grupo de milicianos de Sabadell y un grupo de aragoneses al mando del comandante Mariano Bueno Ferrer, logra la estabilización del frente en Huesca, evitando que los sublevados se encaminen hacia Barbastro y lo que ya es la retaguardia republicana en Cataluña.
En febrero de 1937 se abren oficinas de reclutamiento en Caspe y en el Centro Aragonés de Barcelona para una nueva unidad militar que agrupará a los huidos de la comarca de las Cinco Villas. Será el Batallón Cinco Villas, también llamado 2.ª Brigada aragonesa, al que se unen algunos anarquistas de la zona que hasta ahora luchaban en el frente de Madrid. Esta unidad se une pronto al grupo de Antonio Beltrán, que empieza a ser conocido como Batallón Alto Aragón o 1.ª Brigada aragonesa. A ambas unidades se une el Batallón FETE UGT, formado por grupos de maestros de ideas republicanas.
Todo este conjunto de unidades, que poco a poco se estructuran de la nada, son el núcleo de la futura 130.ª Brigada Mixta, que a su vez es el núcleo de la futura 43.ª División del Ejército Popular, junto con la 72.ª Brigada Mixta, cuyo mando se otorga a Antonio Beltrán, poco después de haber estado al mando del Batallón Cinco Villas.
Mientras Antonio Beltrán organiza la resistencia en la zona, con diversos combates y golpes de mano contra los sublevados, llegan como refuerzos para los republicanos en el sector las unidades de la 102.ª Brigada Mixta, formada con reemplazos de la zona de Albacete en abril de 1937. No se autorizaron las propuestas de Antonio, que deseaba un avance hacia Huesca y Jaca, zonas con poca presencia se los sublevados y que él conocía bien, lo que hubiese puesto en peligro las posiciones de los sublevados en el nudo de comunicaciones que era la ciudad de Zaragoza. El 11 de septiembre de 1937 es nombrado mayor de Milicias, y se le da oficialmente el mando de la 72.ª Brigada Mixta.
En marzo de 1938, las tropas sublevadas, a las órdenes del general Francisco Franco, tras haber liquidado la resistencia republicana en la batalla de Teruel, atacan el sector sur del Frente de Aragón, con la idea de conquistar el territorio al sur del Ebro en manos de la República. El siguiente paso sería el avance en el sector norte del mismo frente, hasta alcanzar la línea del Segre. Aunque las unidades de la 43.ª División resisten en líneas generales en el frente, el sector sur de las líneas republicanas se hunde, con lo que el 29 de marzo de 1938 cae la ciudad de Barbastro, en la retaguardia inmediata de la 43.ª. Ante la amenaza de cerco, las unidades inician la retirada, aunque no sin efectuar acciones de retaguardia de contención contra los sublevados, que logran ampliamente su objetivo de permitir una retirada ordenada.

### Bolsa de Bielsa

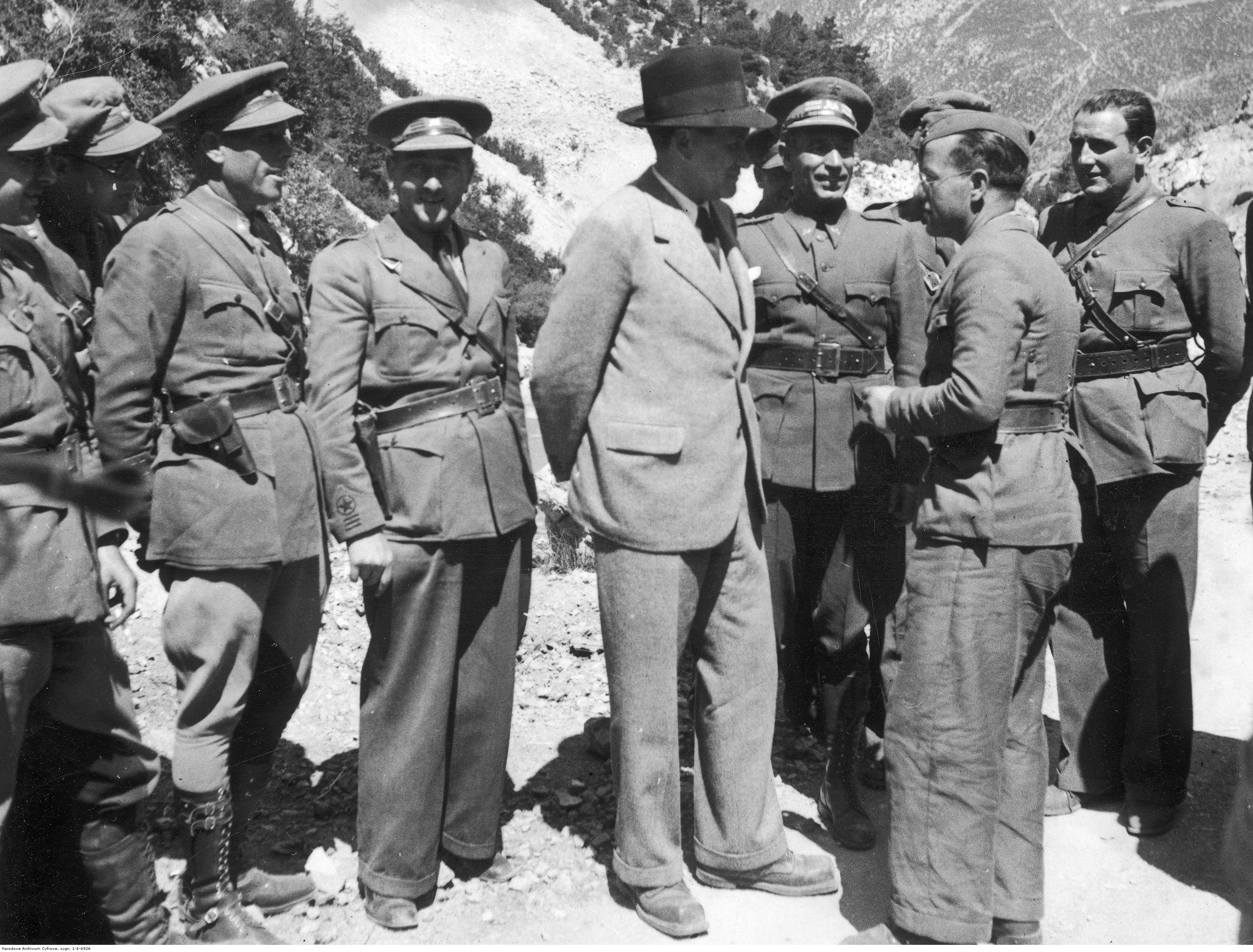
El ministro Manuel de Irujo visita la Bolsa de Bielsa (junio de 1938). Beltrán es el 3.º por la derecha, junto a Irujo.

El 3 de abril de 1938, la ciudad de Lérida cae igualmente en poder de los sublevados, con lo que se hace necesaria aún más la retirada de la 43.ª División, ya seriamente amenazada de cerco en razón del hundimiento del frente republicano. Se produce entonces la huida del jefe de la división, el militar profesional Antonio Escassi Cerrada, de quien varias fuentes indican su connivencia con los sublevados. Antonio Beltrán asume interinamente el mando de toda la unidad y se apresta a la defensa de las líneas republicanas, y que la División ha quedado finalmente arrinconada contra la frontera francesa en el Pirineo en la zona de Bielsa, dando origen a lo que se conocerá como bolsa de Bielsa. Los franquistas inician el acopio de medios, preparando una ofensiva que esperan acabe rápidamente con la división cercada, que sin embargo resiste a los primeros ataques, organizados con una gran superioridad de medios humanos y materiales frente a la escasez de suministros para los republicanos ante el cierre de la frontera por orden del Gobierno francés, hasta el punto de que la artillería republicana enmudece por falta de munición. Por el contrario, los rebeldes cuentan con abundante apoyo aéreo.
El 16 de junio las últimas unidades de retaguardia de la 43.ª División atraviesan la frontera francesa, tras la evacuación de la población civil a través del paso del Puerto Viejo de Bielsa, en medio de la nieve que subsiste. Los franceses organizan un referéndum entre los soldados en el que les piden definirse por su regreso a la España republicana o por su paso a la España de los sublevados. 411 hombres y 5 enfermeras eligen la segunda opción, mientras que 6.889 hombres piden regresar a las líneas republicanas, lo que da idea de la excelente moral de la unidad.
El mismo 17 de junio los hombres comienzan a pasar la frontera por la población de Port-Bou.

### Batalla del Ebro
La 43.ª División es reorganizada en Figueras y Gerona, siendo inmediatamente adscrita al Ejército del Ebro que los mandos republicanos están organizando con vistas a la preparación de una ofensiva, lo que será la batalla del Ebro. En agosto es enviada al Ebro como reserva, y el 25 de agosto es desplegada en el frente, en el sector de la Sierra de Cavalls, tras haber recibido armamento capturado a unidades enemigas durante el avance republicano, dada la falta de medios materiales.
El 1 de septiembre de 1938 la división es objeto de un singular homenaje por parte del Gobierno de la República, ya que se emite una serie de sellos en su honor, en recuerdo de su actuación durante la reciente batalla en la bolsa de Bielsa. El 30 de octubre de 1938 tiene lugar un fuerte ataque de los sublevados contra la sierra de Cavalls, ocupada por la 43.ª División. Tras un intenso bombardeo previo, cinco divisiones asaltan las posiciones republicanas, con lo que la 130.ª Brigada Mixta, que ocupa el sector, ve morir al jefe de la Brigada, a su comisario político y a todos los comandantes de batallón salvo uno. Al anochecer, tras haber perdido al 70% de sus miembros, se da la orden de retirada a la Brigada. El 12 de noviembre Antonio Beltrán resulta herido tras ser alcanzado por un proyectil de artillería.

### Campaña de Cataluña
El 23 de diciembre de 1938 los sublevados lanzan un ataque en el sector de Serós, justo al norte del sector defendido por la 43.ª División, que se ve obligada a retirarse al ser nuevamente amenazada de cerco, e iniciándose el hundimiento de todo el frente republicano. Todas las unidades retroceden combatiendo, y quedan completamente desorganizadas, siendo imposible ya la resistencia organizada. Antonio Beltrán se retira con restos de la unidad hacia Reus, alcanzando luego Tarragona y Barcelona por la línea costera. Al pasar lista en Montjuïc, sólo le quedan a la 43.ª División unos 300 hombres. Antonio intenta colaborar en la defensa de Barcelona organizando a los grupos de soldados en retirada, pero resulta imposible. El 26 de enero de 1939, Beltrán abandona Barcelona, en dirección a El Masnou y Mataró, de nuevo por la línea costera. Es organizada una unidad de fortuna, la 19.ª Brigada, a cuyo frente es nombrado Antonio, que organiza un frente defensivo en Arenys de Mar. Sin embargo, el 8 de febrero, el general Modesto da la orden definitiva de retirada a Francia. Beltrán pasa la frontera, siendo internado en el campo de refugiados de Saint-Cyprien.

## Exilio

### Etapa en la Unión Soviética
En abril de 1939, amparándose en su militancia en el Partido Comunista de España, logra un pasaporte que le permite trasladarse a la Unión Soviética, desembarcando en la ciudad de Leningrado, siendo trasladado rápidamente a Moscú.
Durante su estancia en la URSS, junto a otros antiguos mandos del Ejército Popular Republicano, es destinado para ampliar estudios en la Academia Militar Frunze, así llamada en recuerdo del bolchevique Mijaíl Frunze. Con la entrada en guerra de la URSS contra el Tercer Reich tras la invasión alemana, el 22 de junio de 1941, Antonio Beltrán y otros españoles acogidos en la URSS solicitan su incorporación al frente, petición que es desestimada por las autoridades soviéticas, diciendo Stalin que deben reservarse para su lucha en España. En febrero de 1946, acabada ya la Segunda Guerra Mundial, Antonio Beltrán es autorizado por Moscú para dirigirse a Francia.

### Etapa francesa
Así pues, tras un breve paso por Yugoslavia (no hay que olvidar que Tito había sido un colaborador de las Brigadas Internacionales), Antonio llega a Francia, asentándose en la ciudad de Toulouse. Allí se le encarga la organización del aparato de pasos de los guerrilleros españoles antifranquistas a España, para lo que rápidamente organiza una red esencialmente formada por anarquistas, lo que no complace a los cuadros oficiales prosoviéticos del Partido Comunista, que rápidamente organizan una campaña en su contra, que culmina con su expulsión del Partido Comunista en octubre de 1947, aunque son de destacar las fuertes críticas de Antonio Beltrán a la política oficial de dicho Partido.
En septiembre de 1950 es detenido por las autoridades francesas en el marco de una operación contra los comunistas franceses, que se extiende a los comunistas españoles, a pesar de su notoria no pertenencia al partido. Es deportado, junto con varios comunistas españoles, a la isla de Córcega. No será hasta junio de 1952 cuando regrese al continente, vía Marsella. A partir de este momento, parece ser que colabora con los servicios secretos de la República española en el exilio, aunque hay escasez de datos al respecto, y el Partido Comunista llega a acusarle de espionaje a favor de los servicios secretos estadounidenses, lo que es también aireado por Indalecio Prieto.

### Etapa latinoamericana
En 1953 Antonio Beltrán cruza el Atlántico, iniciando un periplo latinoamericano, que discurre por Argentina, Brasil, Uruguay, Bolivia, Perú y Cuba, para acabar viaje en el Reino Unido, donde a principios de 1955 solicita asilo político, que le es denegado. Se dirige a Bélgica, para acabar regresando a Francia, donde logra un visado para México, donde acaba por asentarse en 1956, en concreto en Puebla de Zaragoza. Enfermo, es trasladado al Sanatorio Español de México, D.F., donde recibe los cuidados de Carmen Parga, esposa del también militar republicano Manuel Tagüeña, y fallece el 6 de agosto de 1960. Sería enterrado en el Panteón Español de México, con su ataúd envuelto en la bandera tricolor republicana.